# Xã Clay, Quận Marion, Iowa
Xã Clay (tiếng Anh: Clay Township) là một xã thuộc quận Marion, tiểu bang Iowa, Hoa Kỳ. Năm 2010, dân số của xã này là 1.000 người.